# Meta (peuple)
Pour les articles homonymes, voir Meta.
Les Meta sont une population d'Afrique centrale vivant au nord-ouest du Cameroun, près de la côte atlantique. C'est l'un des sous-groupes des Bamilékés.

## Ethnonymie
Selon les sources et le contexte, on observe quelques variantes : Bameta, Bametta, Menemo, Metas.

## Langues
Leur langue est le meta’, une langue des Grassfields, dont le nombre de locuteurs était estimé à 87 000 en 1982. Le pidgin camerounais, l'anglais et le français sont également utilisés.